# (31547) 1999 DT6
1999 DT6 (asteroide 31547) é um asteroide da cintura principal. Possui uma excentricidade de 0.05145390 e uma inclinação de 25.69404º.
Este asteroide foi descoberto no dia 20 de fevereiro de 1999 por LINEAR em Socorro.